# Landhaus Edmund Kießling
Das Landhaus Edmund Kießling liegt im Stadtteil Kötzschenbroda der sächsischen Stadt Radebeul, in der Hohen Straße 4.

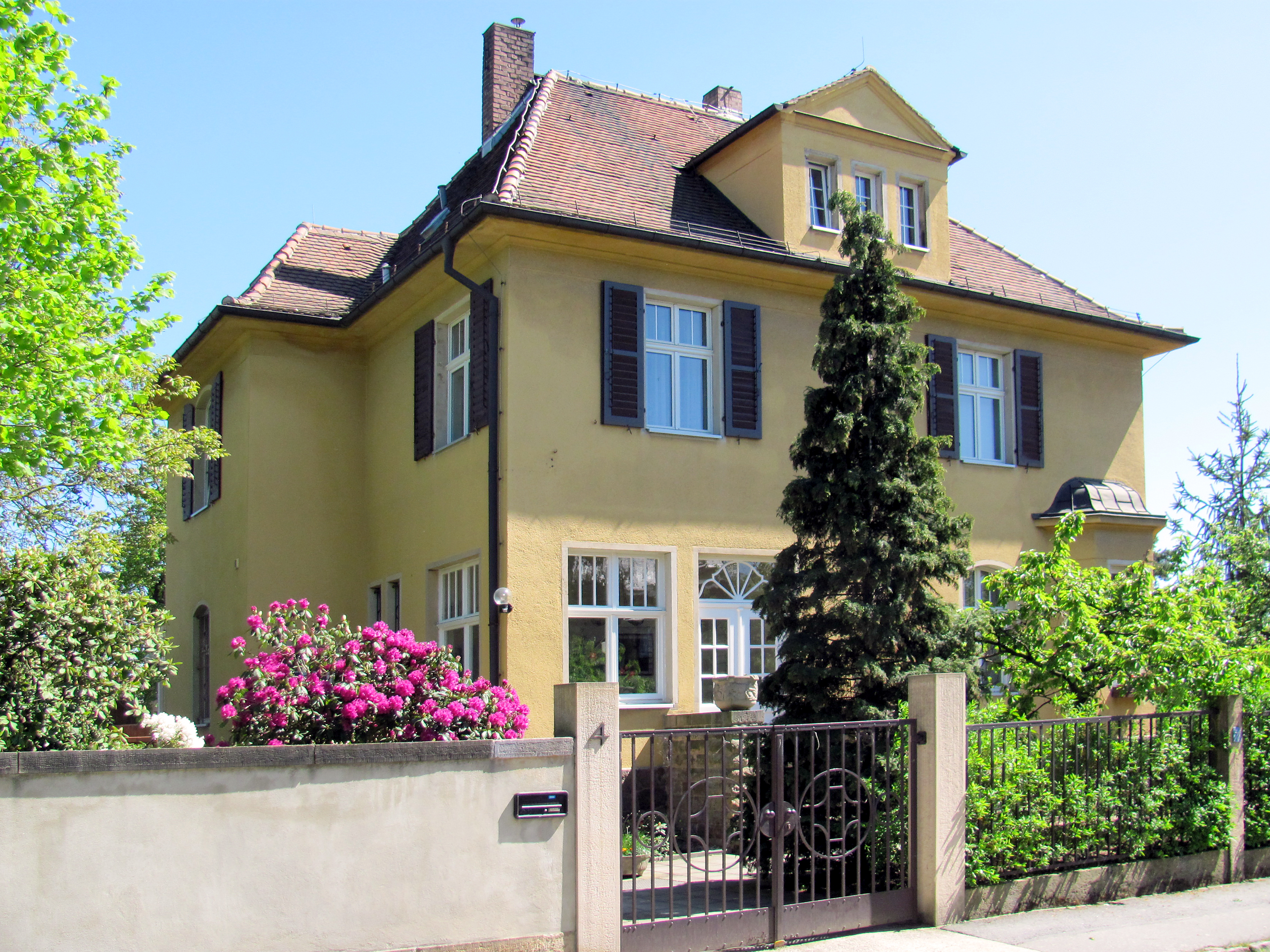
Landhaus Edmund Kießling

## Beschreibung

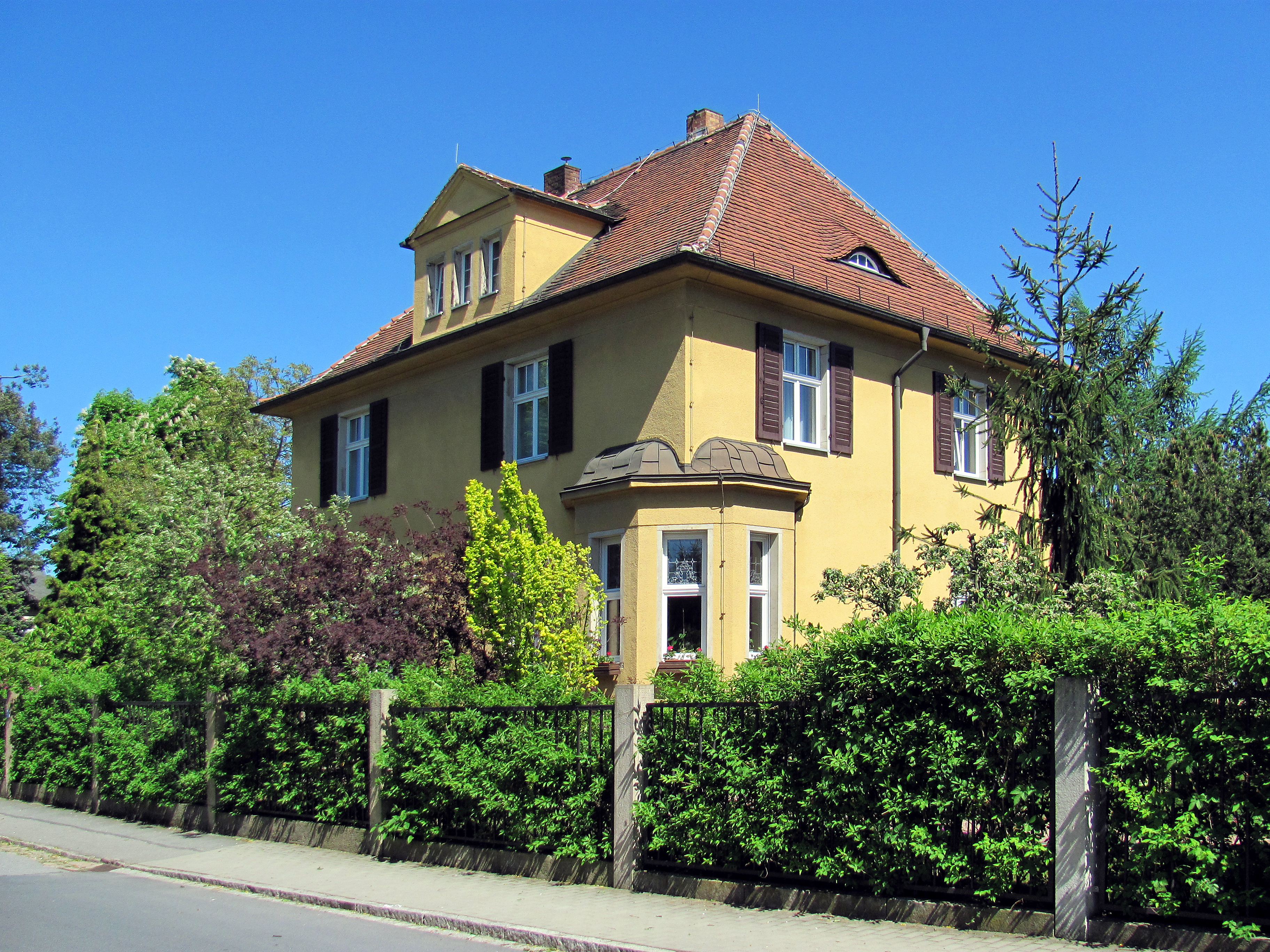
Landhaus Edmund Kießling

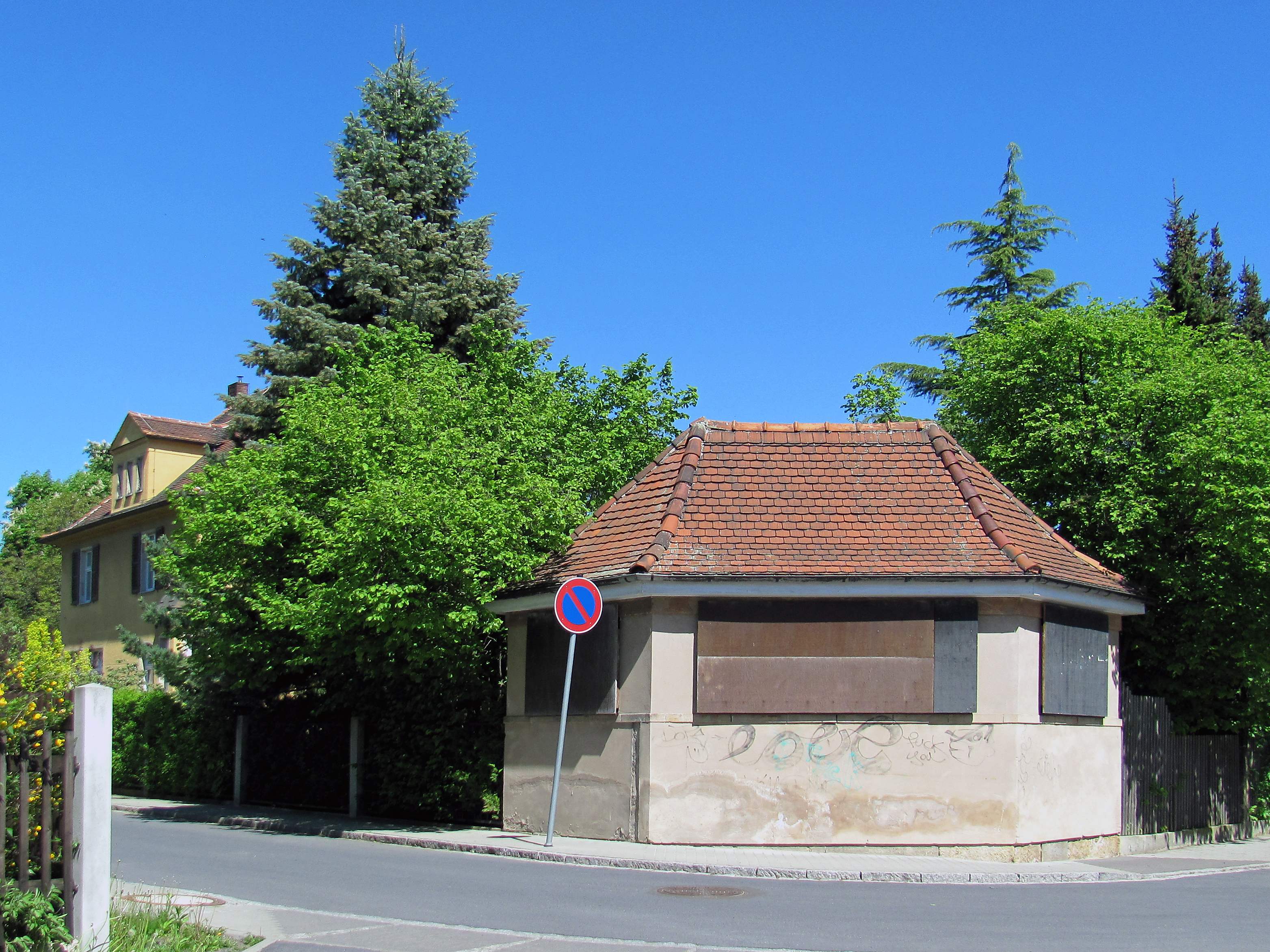
Landhaus Edmund Kießling, Pavillon

Das mitsamt Gartenpavillon und Einfriedung denkmalgeschützte Landhaus ist ein zweigeschossiges Wohnhaus mit einem überstehenden, hohen Ziegel-Walmdach. Die Straßenansicht ist im als Hochparterre ausgebildeten Erdgeschoss unregelmäßig ausgebildet: Rechts an der Ecke steht ein polygonaler Standerker mit einem kupferbelegten, geschweiften Dach. In der linken Hälfte befindet sich oberhalb einer vorgelagerten, von Stützmauern gefassten Treppe ein Hauszugang vom Vorgarten aus. Im Obergeschoss befinden sich zwei Fenster, die wie alle anderen dieses Stockwerks von Klappläden eingerahmt sind. Im Dach steht ein Zwerchhaus mit Dreiecksgiebel, ebenso wie auf der Gebäuderückseite.
In der linken Seitenansicht findet sich auf der linken Seite ein risalitartiger Vorbau mit Walmdach. Auf der Gebäuderückseite steht noch ein Eingangsvorhaus.
Der schlicht verputzte Bau steht auf einem Bruchsteinsockel. Das Erdgeschoss trug ehemals Weinspaliere.
An einer Grundstücksecke steht ein Gartenpavillon.

## Geschichte
Der Baumeister Edmund Kießling beantragte im März 1914 den Bau eines Wohnhauses, wofür die Baugenehmigung im Folgemonat erteilt wurde. Die Bauausführung übernahm das Baugeschäft von Alfred Große. Die Bauvollendung wurde bereits im November 1914 angezeigt.
An der Südostecke, also auf der rechten Rückseite, wurde 1939 durch den Dresdner Architekten Otto Eberhard ein Wintergarten angebaut.